# Bauhaus-Karten

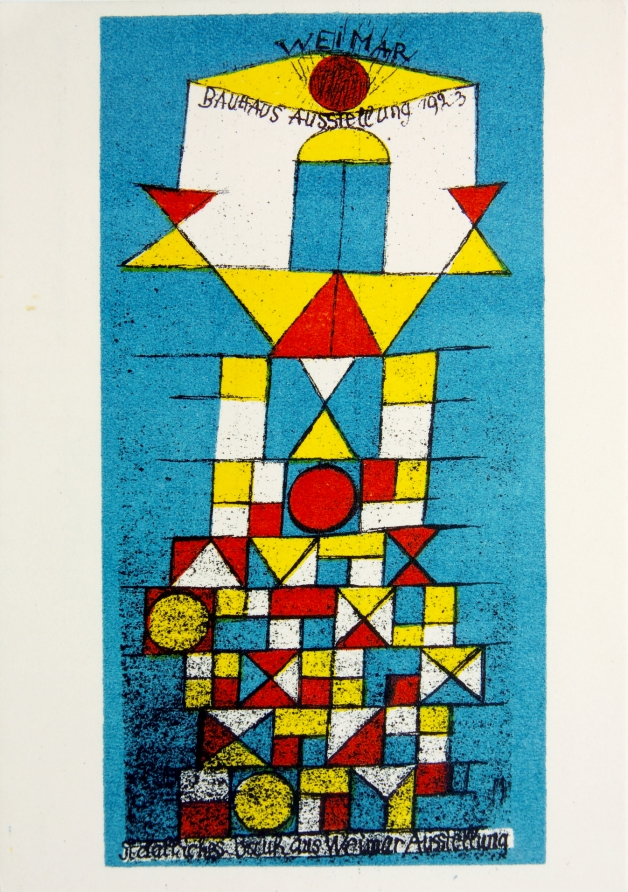
Paul Klee: Die erhabene Seite. Karte zur Bauhausausstellung 1923

Die Weimarer Bauhaus-Karten sind 20 verschiedene Künstlerpostkarten, die zur Bauhausausstellung von 1923 in Weimar erschienen sind.
In einer „Dessauer Serie“ wurden 1925 21 Fotopostkarten veröffentlicht. Anlass war die Eröffnung des Bauhaus-Neubaus in Dessau.

## Weimarer Bauhaus-Karten

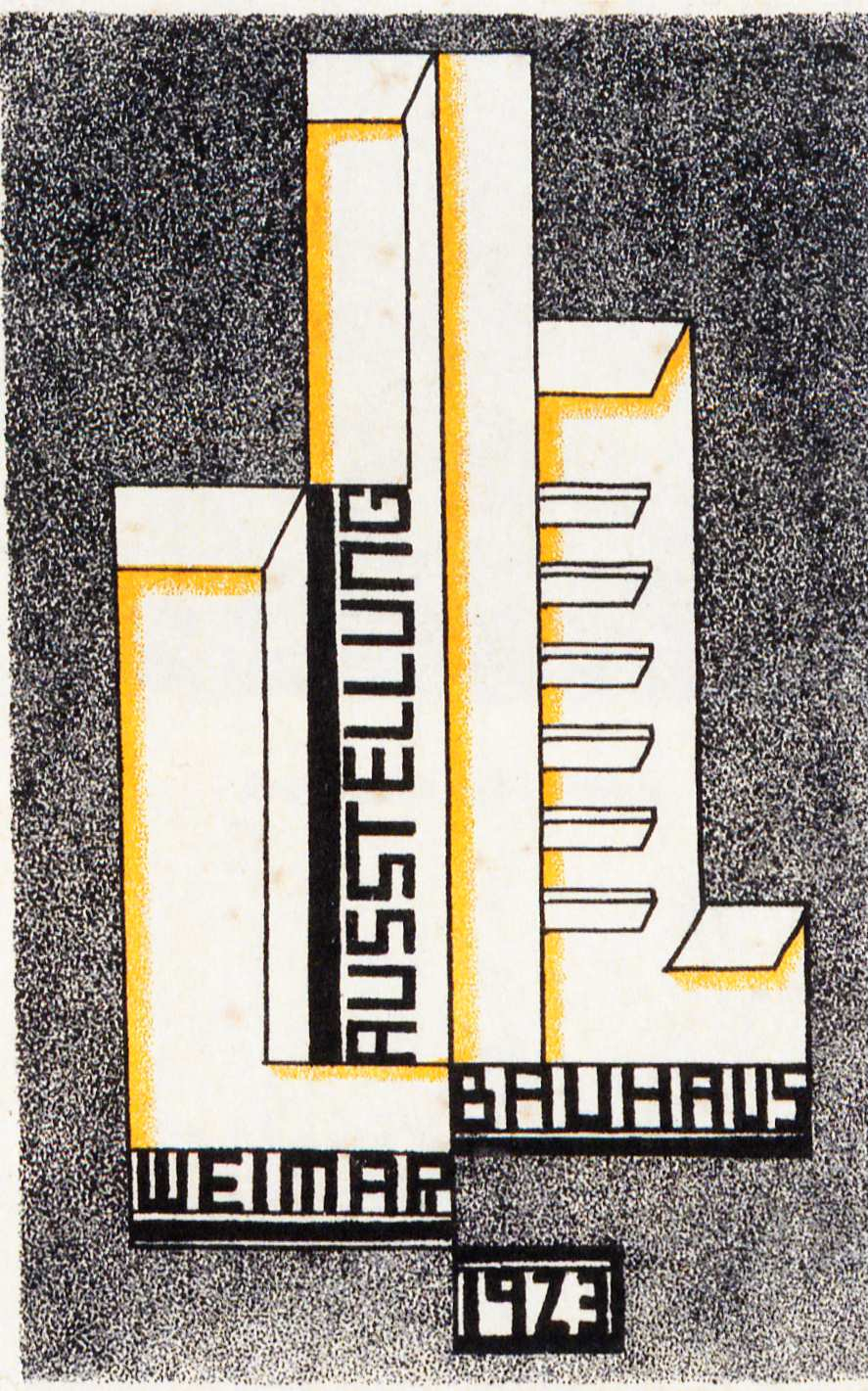
Farkas Molnár (1923)

Die 20 Weimarer Karten waren von Mitarbeitern und Schülern des Bauhauses entworfen worden, unter anderem von Paul Klee, Wassily Kandinsky und Lyonel Feininger. Die Druckvorbereitung fand in der Bauhausdruckerei statt und den eigentlichen Druck übernahm die Firma Reineck & Klein. Die Anschriftseiten beinhalten den Aufdruck „Staatliches Bauhaus Weimar/Ausstellung 1923/Ende Juli–September“ und je eine Nummer von 1 bis 20 mit dem Namen des jeweiligen Künstlers. Der tatsächliche Ausstellungsbeginn war erst am 15. August, deshalb war zur Korrektur eine Stempelung mit dem Text „Ausstellung 15. August–30. September“ aufgebracht.
Die Ausstellung hatte das Thema „Kunst und Technik, eine neue Einheit“ und fand im von Henry van de Velde entworfenen Jugendstil-Werkgebäude der einstigen großherzoglichen Akademie statt. Ende 2008 erzielte eine Bauhaus-Karte, entworfen von Paul Klee, bei einer Auktion erstmals einen Zuschlag von mehr als 20.000 Euro, eine vollständige Serie im Mai 2019 über 200.000 Euro (Auktionshaus Lempertz).

## Dessauer Serie
Die 21 Dessauer Karten wurden als Fotopostkarten anlässlich der Eröffnung des Bauhausneubaus in Dessau publiziert.
Auf Silbergelatineabzügen („vintage prints“) sind Dessauer Bauhausbauten, am Bauhaus entstandene Designobjekte und Kunstwerke einiger Bauhausmeister abgebildet. So wurde die Weiterentwicklung der Verschmelzung von Kunst und Technik dargestellt: In der Serie befinden sich Fotografien der Bauhausbauten neben Designentwürfen Marcel Breuers und Marianne Brandts sowie Fotografien einiger bildend-künstlerischer Arbeiten (Schlemmer, Kandinsky, Moholy-Nagy, Klee, Bayer etc.). Die Fotografien stammen unter anderem von Lucia Moholy und Erich Consemüller und werden als eigenständige künstlerische Arbeiten des Bauhauses angesehen. Auch die Dessauer Karten haben aufgrund ihrer Autorenschaft, ihrer Seltenheit und ihres kulturellen Kontextes einen erheblichen kulturellen und materiellen Wert.